# 여얀얀
여얀얀(중국어 정체자: 杨雁雁, 병음: Yáng Yànyàn, 한자음: 양안안, Yeo Yann Yann 1977년 2월 20일 ~ )은 말레이시아의 배우이다.

## 출연 작품

### 영화
- 881 (2007)
- 일로 일로 (2013)
- Let Me Kill My Mother First (2018) - 단편
- 집 보러 왔어요 (2018, Permanent Resident) - 단편
- 웻 시즌 (2019)

### 텔레비전
- 아메리칸 본 차이니즈 (2023)